# Terry Wolters
Terry Wolters (* 20. Jahrhundert) ist ein ehemaliger US-amerikanischer Autorennfahrer. 

## Karriere im Motorsport
Terry Wolters startete in den 1970er- und 1980er-Jahren im US-amerikanischen Sportwagensport. Er fuhr in der IMSA-GTP-Serie und mehrmals beim 24-Stunden-Rennen von Daytona und dem 12-Stunden-Rennen von Sebring. Sein bestes Ergebnis in Daytona war der zweite Gesamtrang 1983, als Partner von Randy Lanier und Marty Hinze im March 83G. In Sebring wurde er 1982 Gesamtdritter.

## Statistik

### Sebring-Ergebnisse
| Jahr | Team               | Fahrzeug         | Teamkollege        | Teamkollege    | Platzierung | Ausfallgrund |
| ---- | ------------------ | ---------------- | ------------------ | -------------- | ----------- | ------------ |
| 1975 | Terry Wolters      | Chevrolet Camaro | Jack Swanson       |                | Ausfall     | Defekt       |
| 1976 | Terry Wolters      | Chevrolet Camaro | Wayne Miller       | Joe Castellano | Ausfall     | Defekt       |
| 1977 | Busch Beer         | Porsche 911S     | Lawrence Pleasants |                | Rang 26     |              |
| 1978 | Terry Wolters      | Porsche 911S     | Wayne Miller       |                | Ausfall     | Mechanik     |
| 1979 | Moran Construction | Porsche 911      | Bob Buchler        | Nort Northam   | Rang 21     |              |
| 1980 | Moran Construction | Porsche 911      | Ray Ratcliff       | Marion Speer   | Rang 35     |              |
| 1982 | JLP Racing         | Porsche 935JLP-2 | Charles Mendez     | Marion Speer   | Rang 3      |              |
| 1983 | Hinze Fencing      | March 83G        | Marty Hinze        | Randy Lanier   | Ausfall     | Motorschaden |

### Einzelergebnisse in der Sportwagen-Weltmeisterschaft
| Saison | Team                               | Rennwagen        | 1   | 2   | 3   | 4   | 5   | 6   | 7   | 8   | 9   | 10  | 11  | 12  | 13  | 14  | 15  | 16  | 17  |
| ------ | ---------------------------------- | ---------------- | --- | --- | --- | --- | --- | --- | --- | --- | --- | --- | --- | --- | --- | --- | --- | --- | --- |
| 1977   | Terry Wolters                      | Chevrolet Camaro | DAY | MUG | DIJ | MON | SIL | NÜR | VAL | PER | WAT | EST | LEC | MOS | IMO | SAL | BRH | HOK | VAL |
| 1977   | Terry Wolters                      | Chevrolet Camaro | 17  |     |     |     |     |     |     |     |     |     |     |     |     |     |     |     |     |
| 1978   | Terry Wolters                      | Porsche 911S     | DAY | SEB | MUG | TAL | DIJ | SIL | NÜR | LEM | MIS | DAY | WAT | VAL | ROD |     |     |     |     |
| 1978   | Terry Wolters                      | Porsche 911S     | 14  | DNF |     |     |     |     |     |     |     |     |     |     |     |     |     |     |     |
| 1979   | Southern Racing Moran Construction | Porsche 911S     | DAY | SEB | MUG | TAL | DIJ | RIV | SIL | NÜR | LEM | PER | DAY | WAT | SPA | BRH | ROA | VAL | ELS |
| 1979   | Southern Racing Moran Construction | Porsche 911S     | 21  | 21  |     |     |     |     |     |     |     |     |     |     |     |     |     |     |     |
| 1980   | Moran Construction                 | Porsche 911SC    | DAY | BRH | SEB | MUG | MON | RIV | SIL | NÜR | LEM | DAY | WAT | SPA | MOS | ROA | VAL | DIJ |     |
| 1980   | Moran Construction                 | Porsche 911SC    | 18  |     | 35  |     |     |     |     |     |     |     |     |     |     |     |     |     |     |